# Virola weberbaueri
Virola weberbaueri är en tvåhjärtbladig växtart som beskrevs av Markgraf. Virola weberbaueri ingår i släktet Virola och familjen Myristicaceae. Inga underarter finns listade i Catalogue of Life.